# 北京市第五十中学
北京市第五十中学是一所全日制完全中学，简称北京五十中，始建于1953年。现为北京市示范型普通高中。
截至2011年9月，学校地面积为27632平方米，建筑面积为22022平方米，有53个教学班，2300名学生。
目前，北京五十中每个年级都拥有8个教学班。
学校崇尚“见贤思齐”。高中为直升此校的学生设立的班常常被称为“思齐班”。学校设立“思齐奖学金”给品学兼优的高一入学生。
北京五十中对外交流较多，目前已经和美国弗吉尼亚州的自由高中、日本的自由之森学园建立友好关系。
2013年10月20日，经历抗震加固后，北京市第五十中学举行六十周年校庆。